# Janek Dresner
Janek Dresner est un survivant de la Shoah. Il fait partie des juifs sauvés par Schindler.

## Biographie

### Enfance, formation et débuts
Janek Dresner est issu d'une famille opulente juive polonaise.

### Parcours
Il fait partie des juifs sauvés par Oskar Schindler. Il apparait parmi les premiers juifs rescapés de la Shoah, sur la scène finale du film La Liste de Schindler,. Il s'établit à Tel Aviv avec sa femme et exerce comme médecin. 
Quelques-unes de ses activités - notamment un sabotage - sont soulignées dans le film et le livre. Son récit de vie est fourni dans une interview,,.
Il est marié à Danka, elle aussi docteur et ils participent à la prise en charge des  séjours d'Oskar Schindler en Israël après la guerre. Il fait partie de ceux qui ont pris l'initiative d'écrire à Emilie Schindler après la guerre.